# Exaleiptron

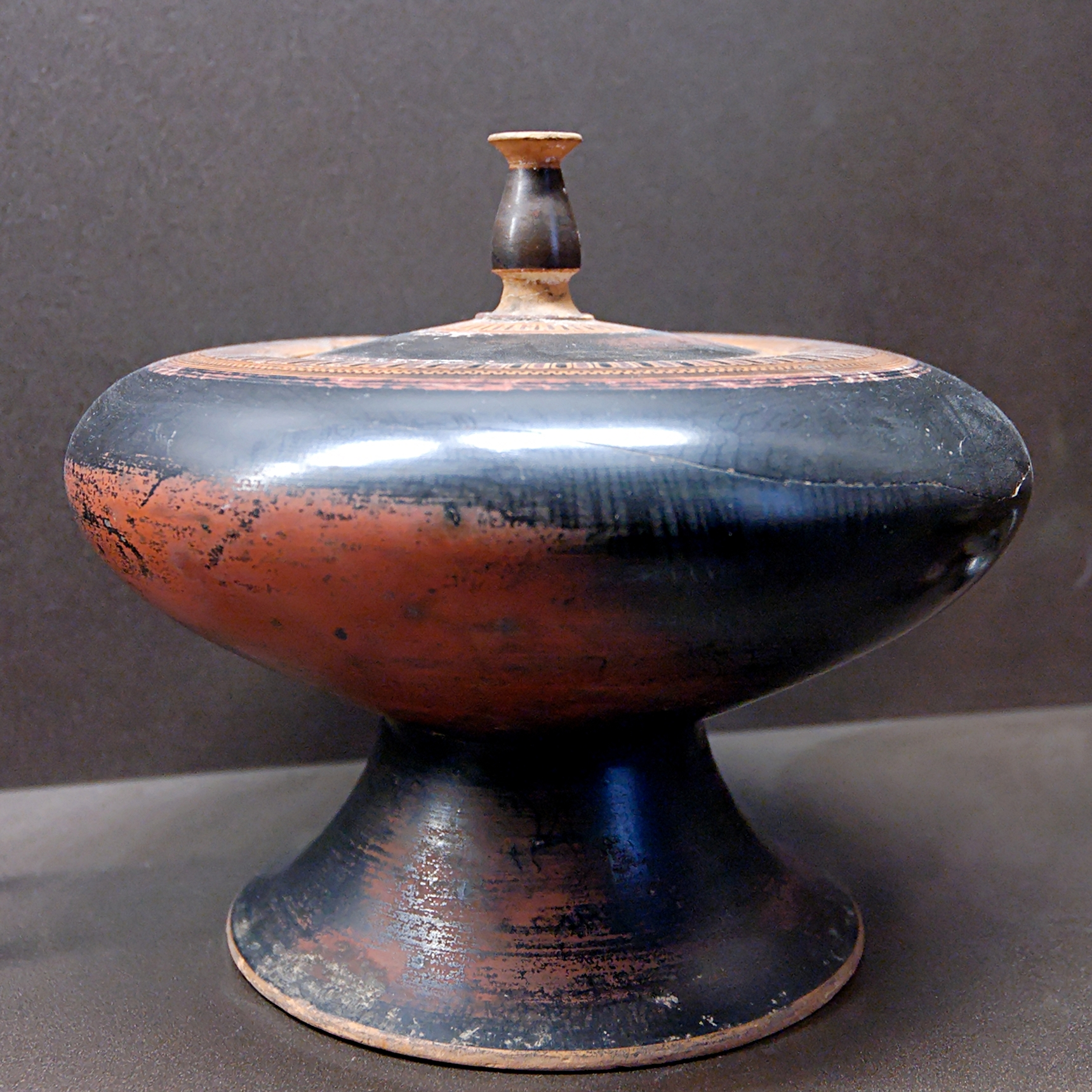
Exaleiptron a vernice nera. Parigi, Louvre CA3131.

L'exaleiptron è una forma vascolare in uso nella Grecia antica; comparve a partire dal VI secolo a.C., destinata a contenere liquidi profumati, per uso sia personale, sia rituale. La coppa, priva di anse, su piede più o meno alto, era dotata di orlo ripiegato verso l'interno (caratteristica distintiva per questa forma ceramica) per impedire la fuoriuscita dei liquidi contenuti. Poteva essere dotato di un coperchio con impugnatura al centro; durante il VI secolo a.C. è frequente la presenza di un sostegno costituito da tre piedi a lastra più o meno larga, mentre più tardi prevale il piede unico e svasato. Numerose rappresentazioni vascolari mostrano l'exaleiptron in scene che evocano l'universo femminile o cerimoniale. Il termine è quello impiegato anticamente, mentre plemochoe è usato come sinonimo solo in epoca moderna.